# 怀庆路
怀庆路，元朝时设置的路。
北魏天安二年（467年）设置怀州，隋朝改治所野王县名为河内县，金朝一度改为南怀州。1257年，元宪宗改为怀孟路。元仁宗延祐六年（1319年），改为怀庆路，治河内县（今河南省沁阳市）。辖境相当今河南省修武县、武陟县以西和黄河以北等地区。下辖河内县、孟州河阳县、济源县、温县、修武县、武陟县等州县。明朝洪武元年（1368年）改为怀庆府。1913年废除怀庆府。